# Éric (roman)
Pour les articles homonymes, voir Éric et Eric (homonymie).
Faust Éric est le neuvième livre des Annales du Disque-monde de l'écrivain anglais Terry Pratchett.
Traduit par Patrick Couton, il fut publié en France en 1997 chez L'Atalante  (ISBN 2-84172-053-5) et en 2001 chez Pocket  (ISBN 2-266-11132-9).
L'œuvre originale fut publiée en 1990 sous le titre Faust Eric.

## Résumé
Eric, adolescent passionné de magie, fait revenir Rincevent des Dimensions de la Basse-Fosse où il avait été projeté à la fin de Sourcellerie, en voulant invoquer un démon. Par une magie qu'il n'explique pas, Rincevent emmène Eric en de nombreux lieux (et temps) sur le Disque :
- Dans l'empire Tezuma (parodie des Aztèques)
- À Tsort à l'époque de la guerre contre Ephèbe. Tsort et Ephèbe représentent respectivement Troie et la Grèce, et leur interminable guerre.
- À la rencontre du Créateur, ce personnage mythique qui aurait créé le Disque.
- En Enfer, dont Astfgl, le nouveau roi des démons, tente de rationaliser le fonctionnement en le gérant comme une entreprise moderne, et en remplaçant la souffrance des damnés par l'ennui bien pire à supporter selon lui.

## Thèmes
- Parodies de :
  - Faust, de Johann Wolfgang von Goethe
  - La Divine Comédie de Dante
  - Le monde de l'entreprise, la vie dans les bureaux.

## Personnages
- Eric Thursley : apprenti démonologue
- Rincevent : mage raté, et son Bagage
- Astfgl : roi des démons, réformateur
- Duc Vassénégo : vieux démon, traditionaliste
- Capitaine Lavaeolus : voir Ulysse
- Ponce da Quirm : à la recherche de la fontaine de Jouvence (voir Juan Ponce de León)
- Ezrolithe Baratte : archichancelier de l'Université de l'Invisible d'Ankh-Morpork
- Le bibliothécaire de l'Université de l'Invisible : orang-outan.